# Mamuthones
Los Mamuthones son personajes tradicionales de la fiesta de carnaval de Mamoiada, en Cerdeña. Representan figuras infernales que desfilan por las calles, junto a los Issohadores, el 17 de enero para la fiesta dedicada a San Antonio Abad y, días después, para el carnaval.

## Historia

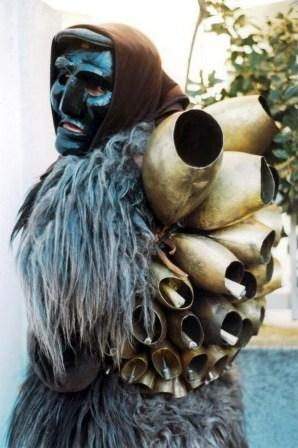
Primer plano de un mamuthone

El origen de los Mamuthones todavía hoy sigue siendo un misterio. Según un estudio de Marcello Madau, arqueólogo de la academia de Bellas Artes de Sassari, no hay fuentes escritas que testimonien la presencia de los Mamuthones en tiempos lejanos. Wagner, uno de los lingüistas más importantes para el estudio de la lengua sarda y de la vida tradicional de los Sardos, en sus estudios no hace ningún tipo de mención sobre los Mamuthones y en 1928 una de las asociaciones más importantes que defiende un turismo sostenible, el Touring Club Italiano, describe solamente la tradición que celebra su focu de Sant’Antoni. Según aquel estudio, testimonios orales atestiguan la presencia de los Mamuthones en el siglo XIX. Algunos estudiosos, por el contrario, sostienen que la ceremonia se remonta a la Edad Nurágica, como símbolo de adoración hacia los animales, para protegerse de los espíritus del mal o para propiciar la cosecha. Existen, además, otras hipótesis al respecto. Una de ellas celebra la victoria de los pastores de Barbagia sobre los invasores sarracenos; otra nos cuenta una ceremonia totémica en la que se amansa el buey, animal representativo de la cultura nurágica; Por último, hipotizan una procesión ritual que los nurágicos celebraban en homenaje a cualquier divinidad, agrícola o pastoral. Algunos autores sostienen que hay un enlace con rituales dionisíacos, otros lo niegan, y lo incluyen entre los rituales que señalan el cambio de las estaciones.

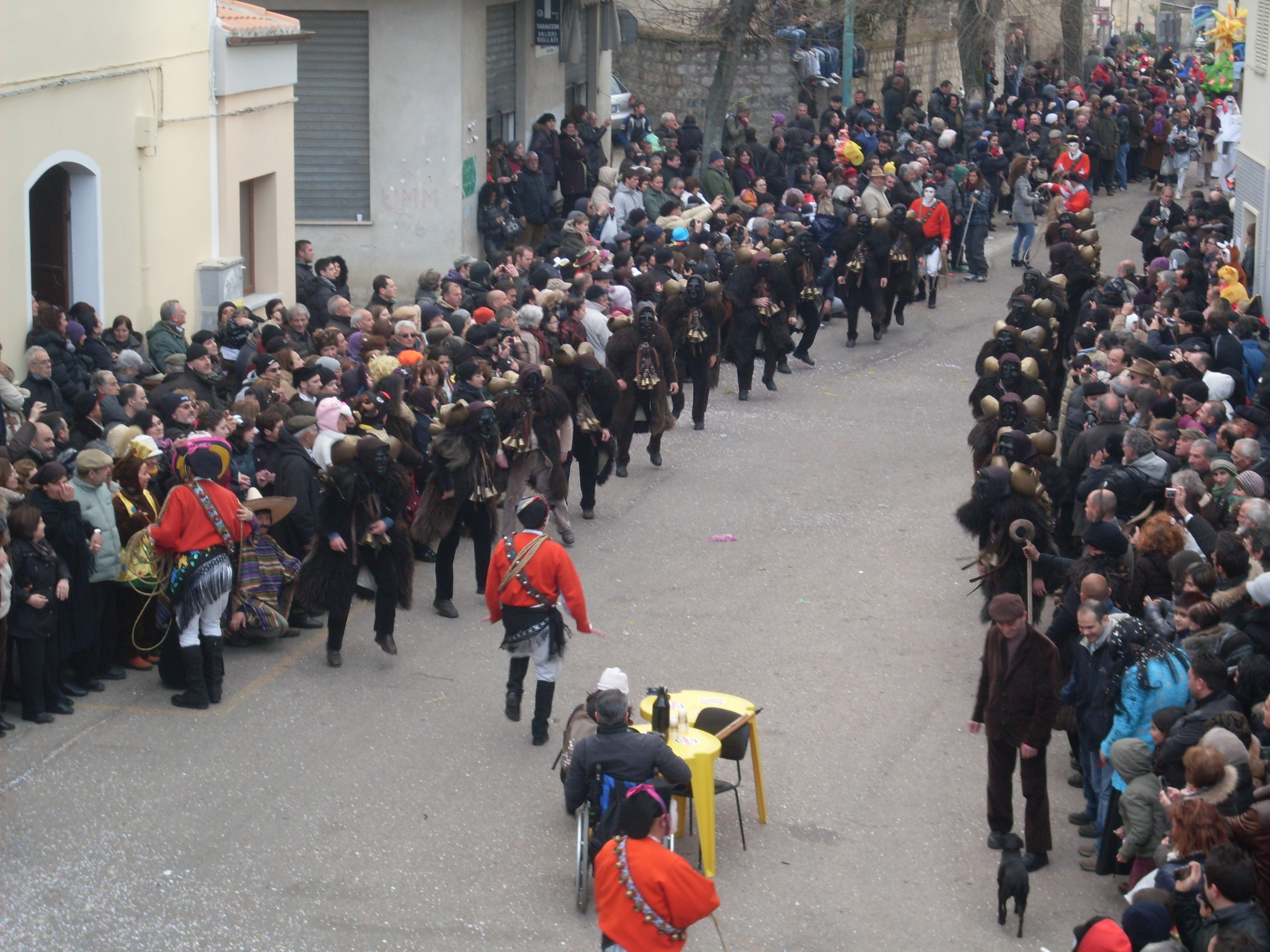

## Las máscaras
La máscara del mamuthone (visera) es negra y de madera, se ata mediante pequeñas correas de cuero y se completa cubriendo la cabeza con un pañuelo de mujer. El mamuthone lleva pieles de oveja negra (mastruca), mientras que sobre la espalda tiene cencerros (carriga) de diferentes tamaños. 
Por el contrario, el issohadore lleva una máscara blanca y un gorro llamado berritta, un cuerpo rojo (curittu), camisa y pantalones blancos, botones de oro, una canana de campanillas de bronce (sonajolos), un pequeño chal, polainas de lana típica sarda (cartzas), botas de cuero (‘usinzu) y por último la so’ a (particular tipo de cuerda).
Las máscaras se producen con diferentes tipos de madera ennegrecida. Se utiliza madera de higuera, aliso y olmo; a veces pueden ser de castaño o nogal, mientras que antiguamente se producían con peral silvestre.

## El Carnaval de Mamoiada
Es la festividad más antigua del folklore de Cerdeña. Se celebra en Mamoiada, un pueblo en el centro de Barbagia. Consiste en un desfile que empieza por la tarde y acaba por la noche. Se desarrolla por las calles mayores del pueblo, mientras que el público está al lado, en las aceras. Aunque se llama Carnaval, no tiene la viveza que debería tener, sino que parece una procesión solemne y ordenada, que recuerda los cortejos religiosos. Los orígenes de esta fiesta, que es conocida también como “Il ballo dei Mamuthones”, son obscuras. Hay muchas hipótesis, pero ninguna puede ser demostrada en realidad. Según varios estudiosos este ritual dataría en la era Nurágica y probablemente nació para adorar los ganados, o para protegerse contra los espíritus del mal y para propiciar las cosechas. Una ceremonia muy importante del Carnaval es la Toma de Hábito de los Mamuthones, cumplida por dos personas. Después, los Mamuthones desfilan en grupos de doce, que representan los meses del año, guiados por los Issohadores, que desfilan en grupos de ocho, y hacen un baile muy complejo, que por eso tiene que ser aprendido de niños. Los Mamuthones desfilan lentos, agitando los cencerros, mientras los Issohadores tiran los lazos, para coger a la gente en la calle. Si un Issohadore te coge, tienes que darle algo de beber o de comer, pero también te trae suerte. Este Carnaval, con pequeñas diferencias, ahora está difundido en otros pueblos de Cerdeña.

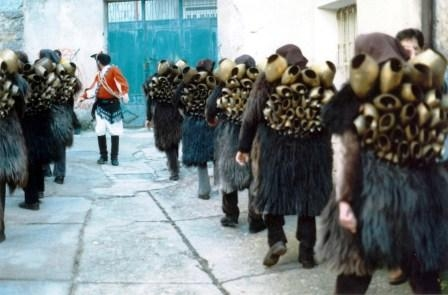

### Cómo se compone el desfile
La procesión empieza con dos filas paralelas de seis Mamuthones cada una. Con ritmos lentos estos sacuden los cencerros a través de un golpe de espaldas.
El jefe Issohadore ordena a los Mamuthones cómo se deben mover durante la marcha. Otros Issohadores, de manera más ágil, para donar buena suerte (buena salud y fertilidad) lanzan la cuerda y capturan a las jóvenes mujeres.
De norma el grupo está compuesto por 12 Mamuthones y 8 Issohadores. Estos desfilan según este orden:
```
              ○           ○
                      ●   ●   ●   ●   ●   ●     ○
          o        o
                     ●   ●   ●   ●   ●   ●    ○
                           ○             ○
```

Los Mamuthones desfilan según un preciso orden, o sea por dos filas paralelas, mientras que los Issohadores, estando muy parados como para proteger, se disponen en primera posición, a los dos lados y en la parte posterior de las dos filas. El jefe Issohadore se pone en el centro, de modo que los Mamuthones puedan ver bien sus movimientos.
El grupo continúa a moverse, lento y majestuoso, para sugestionar a las personas, casi como una hipnosis.

### Cómo se mueven
Los Mamuthones se mueven por pequeños pasos a través de saltitos repetidos. Durante estos movimientos, debido a los atuendos (piel de lana bruta, visera y los cencerros que tienen que ser sacudidos), tienen muchísima dificultad a la hora de ejecutarlos. Durante la marcha dan golpes de espalda, todos juntos. Ruedan también el cuerpo una vez a la derecha una vez a la izquierda. Este movimiento está realizado en dos tiempos y produce un estruendo fortísimo de cencerros; de vez en cuando el jefe Issohadore hace ejecutar al mismo tiempo tres saltos sobre sí mismos.
Los Issohadores se mueven  ágilmente,  y ocasionalmente lanzan sa soa, sa soha o sa so’a -en función del pueblo-  (la cuerda) y acercan hacia ellos mismo a la persona cazada en la multitud, en general una mujer joven, como buen augurio para la elegida (buena salud y fertilidad). La habilidad de los Issohadores está  en ser capaces de “capturar”  a larga distancia (12-13 metros)  a las personas.
La cuerda está especialmente diseñada para no herir, por lo tanto se hace de mimbre tejida. Diferente de las cuerdas de piel utilizadas para los animales, sa soha es más leve, esto hace que sea difícil lanzarla; por lo que normalmente se humedece antes del desfile.
Durante los ejercicios los Issohadores intercambian algunas palabras con las personas,  a la inversa de los Mamuthones que permanecen en silencio en todo el camino (como los esclavos).

## Las influencias
Máscaras con estas formas y nombres similares a las de los Mamuthones están difundidas también afuera de Mamoiada, en concreto en la mayoría de los pueblos de Barbagia, y en los pueblos de Ogliastra hay fiestas donde desfilan máscaras parecidas. En función del pueblo, dichas máscaras pueden llamarse Mamutzones, Su Maimulu o Maimones. Se pueden encontrar disfraces representativos similares en otras partes de Europa, desde el Mar Egeo hasta la península ibérica; desde los Alpes hasta los Balcanes y Escandinavia; en particular en zonas montañosas o somontanas, atestiguándose ya en la Baja Edad Media, lo que implica que se enraizaron ya en épocas y contextos precristianos.